# Salsola procera
Salsola procera är en amarantväxtart som beskrevs av Viktor Petrovitj Botjantsev. Salsola procera ingår i släktet sodaörter, och familjen amarantväxter. Inga underarter finns listade i Catalogue of Life.